# Statistiche della Coppa del Mondo di rugby 2015

## Statistiche di squadra
| #  | Squadra       | G | V | N | P | P+  | P-  | P±   | MT | TR | CP | DG |
| -- | ------------- | - | - | - | - | --- | --- | ---- | -- | -- | -- | -- |
| V  | Nuova Zelanda | 7 | 7 | 0 | 0 | 290 | 97  | +193 | 39 | 28 | 11 | 2  |
| F  | Australia     | 7 | 6 | 0 | 1 | 222 | 118 | +104 | 28 | 17 | 16 | 0  |
| SF | Sudafrica     | 7 | 5 | 0 | 2 | 241 | 108 | +133 | 26 | 15 | 25 | 2  |
| SF | Argentina     | 7 | 4 | 0 | 3 | 250 | 143 | +107 | 27 | 23 | 21 | 2  |
| QF | Scozia        | 5 | 3 | 0 | 2 | 170 | 128 | +42  | 17 | 14 | 19 | 0  |
| QF | Galles        | 5 | 3 | 0 | 2 | 130 | 85  | +45  | 12 | 11 | 15 | 1  |
| QF | Irlanda       | 5 | 4 | 0 | 1 | 154 | 78  | +76  | 18 | 14 | 12 | 0  |
| QF | Francia       | 5 | 3 | 0 | 2 | 133 | 125 | +8   | 13 | 13 | 14 | 0  |
| 3G | Giappone      | 4 | 3 | 0 | 1 | 98  | 100 | −2   | 9  | 7  | 13 | 0  |
| 3G | Inghilterra   | 4 | 2 | 0 | 2 | 133 | 75  | +58  | 16 | 10 | 10 | 1  |
| 3G | Italia        | 4 | 2 | 0 | 2 | 74  | 88  | −14  | 7  | 6  | 9  | 0  |
| 3G | Georgia       | 4 | 2 | 0 | 2 | 53  | 123 | −70  | 5  | 5  | 6  | 0  |
| 4G | Tonga         | 4 | 1 | 0 | 3 | 70  | 130 | −60  | 8  | 3  | 8  | 0  |
| 4G | Samoa         | 4 | 1 | 0 | 3 | 69  | 124 | −55  | 7  | 2  | 10 | 0  |
| 4G | Figi          | 4 | 1 | 0 | 3 | 84  | 101 | −17  | 10 | 8  | 6  | 0  |
| 4G | Romania       | 4 | 1 | 0 | 3 | 60  | 129 | −69  | 7  | 5  | 5  | 0  |
| 5G | Canada        | 4 | 0 | 0 | 4 | 58  | 131 | −73  | 7  | 4  | 5  | 0  |
| 5G | Namibia       | 4 | 0 | 0 | 4 | 70  | 174 | −104 | 8  | 6  | 6  | 0  |
| 5G | Stati Uniti   | 4 | 0 | 0 | 4 | 50  | 156 | −106 | 5  | 2  | 7  | 0  |
| 5G | Uruguay       | 4 | 0 | 0 | 4 | 30  | 226 | −196 | 2  | 1  | 6  | 0  |

## Statistiche individuali

### Mete
| Mete | Giocatore           |
| ---- | ------------------- |
| 8    | Julian Savea        |
| 6    | Nehe Milner-Skudder |
| 5    | Juan Imhoff         |
| 5    | Bryan Habana        |
| 5    | JP Pietersen        |
| 5    | Gareth Davies       |
| 4    | Adam Ashley-Cooper  |
| 4    | Drew Mitchell       |
| 4    | DTH van der Merwe   |
| 4    | Tommy Seymour       |
| 3    | Santiago Cordero    |
| 3    | Tevita Kuridrani    |
| 3    | David Pocock        |
| 3    | Cory Allen          |
| 3    | Nick Easter         |
| 3    | Jack Nowell         |
| 3    | Anthony Watson      |
| 3    | Keith Earls         |
| 3    | Rob Kearney         |
| 3    | Beauden Barrett     |
| 3    | Mark Bennett        |
| 3    | Francois Louw       |

### Punti
| Punti | Giocatore           |
| ----- | ------------------- |
| 97    | Nicolás Sánchez     |
| 93    | Handré Pollard      |
| 82    | Bernard Foley       |
| 82    | Dan Carter          |
| 79    | Greig Laidlaw       |
| 58    | Ayumu Gorōmaru      |
| 56    | Dan Biggar          |
| 44    | Tommaso Allan       |
| 43    | Owen Farrell        |
| 40    | Julian Savea        |
| 38    | Ian Madigan         |
| 35    | Theuns Kotze        |
| 33    | Nemani Nadolo       |
| 33    | Frédéric Michalak   |
| 31    | Jonathan Sexton     |
| 30    | Nehe Milner-Skudder |
| 28    | Kurt Morath         |
| 28    | Tusi Pisi           |
| 26    | Beauden Barrett     |
| 25    | MacGinty            |

## Affluenza
| Data              | Incontro                        | Impianto                            | Spettatori |
| ----------------- | ------------------------------- | ----------------------------------- | ---------- |
| 27 settembre 2015 | Irlanda ‒ Romania 44-10         | Wembley, Londra                     | 89267      |
| 20 settembre 2015 | Argentina ‒ Nuova Zelanda 16-26 | Wembley, Londra                     | 89019      |
| 26 settembre 2015 | Inghilterra ‒ Galles 25-28      | Twickenham, Londra                  | 81129      |
| 3 ottobre 2015    | Inghilterra ‒ Australia 13-33   | Twickenham, Londra                  | 81010      |
| 10 ottobre 2015   | Australia ‒ Galles 15-6         | Twickenham, Londra                  | 80863      |
| 31 ottobre 2015   | Australia ‒ Nuova Zelanda 17-34 | Twickenham, Londra                  | 80125      |
| 24 ottobre 2015   | Nuova Zelanda ‒ Sudafrica 20-18 | Twickenham, Londra                  | 80090      |
| 25 ottobre 2015   | Argentina ‒ Australia 15-29     | Twickenham, Londra                  | 80025      |
| 18 settembre 2015 | Inghilterra ‒ Figi 35-11        | Twickenham, Londra                  | 80015      |
| 17 ottobre 2015   | Sudafrica ‒ Galles 23-19        | Twickenham, Londra                  | 79752      |
| 18 ottobre 2015   | Australia ‒ Scozia 35-34        | Twickenham, Londra                  | 77510      |
| 19 settembre 2015 | Francia ‒ Italia 32-10          | Twickenham, Londra                  | 76232      |
| 18 ottobre 2015   | Argentina ‒ Irlanda 43-20       | Millennium Stadium, Cardiff         | 72316      |
| 11 ottobre 2015   | Francia ‒ Irlanda 9-24          | Millennium Stadium, Cardiff         | 72163      |
| 20 settembre 2015 | Galles ‒ Uruguay 54-9           | Millennium Stadium, Cardiff         | 71887      |
| 17 ottobre 2015   | Francia ‒ Nuova Zelanda 13-62   | Millennium Stadium, Cardiff         | 71619      |
| 1º ottobre 2015   | Galles ‒ Figi 23-13             | Millennium Stadium, Cardiff         | 71576      |
| 2 ottobre 2015    | Georgia ‒ Nuova Zelanda 10-43   | Millennium Stadium, Cardiff         | 69187      |
| 19 settembre 2015 | Canada ‒ Irlanda 7-50           | Millennium Stadium, Cardiff         | 68523      |
| 23 settembre 2015 | Australia ‒ Figi 28-13          | Millennium Stadium, Cardiff         | 67253      |
| 30 ottobre 2015   | Argentina ‒ Sudafrica 13-24     | The Stadium, Londra                 | 55295      |
| 7 ottobre 2015    | Sudafrica ‒ Stati Uniti 64-0    | The Stadium, Londra                 | 54658      |
| 4 ottobre 2015    | Irlanda ‒ Italia 16-9           | The Stadium, Londra                 | 53187      |
| 10 ottobre 2015   | Samoa ‒ Scozia 33-36            | St James' Park, Newcastle upon Tyne | 51982      |
| 24 settembre 2015 | Namibia ‒ Nuova Zelanda 14-58   | The Stadium, Londra                 | 51820      |
| 9 ottobre 2015    | Nuova Zelanda ‒ Tonga 47-9      | St James' Park, Newcastle upon Tyne | 50985      |
| 3 ottobre 2015    | Scozia ‒ Sudafrica 16-34        | St James' Park, Newcastle upon Tyne | 50900      |
| 10 ottobre 2015   | Inghilterra ‒ Uruguay 60-3      | City of Manchester Stadium          | 50778      |
| 23 settembre 2015 | Francia ‒ Romania 38-11         | The Stadium, Londra                 | 50626      |
| 27 settembre 2015 | Australia ‒ Uruguay 65-3        | Villa Park, Birmingham              | 39605      |
| 26 settembre 2015 | Samoa ‒ Sudafrica 6-46          | Villa Park, Birmingham              | 39526      |
| 27 settembre 2015 | Scozia ‒ Stati Uniti 39-16      | Elland Road, Leeds                  | 33521      |
| 26 settembre 2015 | Canada ‒ Italia 18-23           | Elland Road, Leeds                  | 33120      |
| 11 ottobre 2015   | Argentina ‒ Namibia 64-19       | Leicester City Stadium              | 30198      |
| 6 ottobre 2015    | Figi ‒ Uruguay 47-15            | Stadium MK, Milton Keynes           | 30048      |
| 19 settembre 2015 | Giappone ‒ Sudafrica 34-32      | Brighton Community Stadium          | 29290      |
| 20 settembre 2015 | Samoa ‒ Stati Uniti 25-16       | Brighton Community Stadium          | 29178      |
| 4 ottobre 2015    | Argentina ‒ Tonga 45-16         | Leicester City Stadium              | 29124      |
| 3 ottobre 2015    | Giappone ‒ Samoa 26-5           | Stadium MK, Milton Keynes           | 29019      |
| 1º ottobre 2015   | Canada ‒ Francia 18-41          | Stadium MK, Milton Keynes           | 28145      |
| 6 ottobre 2015    | Canada ‒ Romania 15-17          | Leicester City Stadium              | 27153      |
| 11 ottobre 2015   | Giappone ‒ Stati Uniti 28-18    | Stadio di Kingsholm, Gloucester     | 14517      |
| 23 settembre 2015 | Giappone ‒ Scozia 10-45         | Kingsholm, Gloucester               | 14354      |
| 25 settembre 2015 | Argentina ‒ Georgia 54-9        | Kingsholm, Gloucester               | 14257      |
| 19 settembre 2015 | Georgia ‒ Tonga 17-10           | Kingsholm, Gloucester               | 14200      |
| 11 ottobre 2015   | Italia ‒ Romania 32-22          | Sandy Park, Exeter                  | 11450      |
| 7 ottobre 2015    | Georgia ‒ Namibia 17-16         | Sandy Park, Exeter                  | 11156      |
| 29 settembre 2015 | Namibia ‒ Tonga 21-35           | Sandy Park, Exeter                  | 10103      |